# Groppello gentile
Le groppello gentile  est un cépage italien de raisins noirs.

## Origine et répartition géographique
Le cépage Groppello gentile  provient du nord de l’Italie. 
Il est classé cépage d'appoint en DOC Breganze, Garda et Garda Bresciano. Il est classé recommandé en province de Brescia dans la région Lombardie,  en province de Vicence en Vénétie et en province de Massa-Carrara en Toscane. En 1998, sa culture couvrait une superficie de 488 ha. 
Voir aussi les articles groppello bianco, groppello di Mocasina et  groppello di Santo Stefano.

## Caractères ampélographiques
- Extrémité du jeune rameau aranéeux vert jaunâtre.
- Jeunes feuilles aranéeuses, vert clair.
- Feuilles adultes, à 3 lobes avec des sinus supérieurs en V ouvert, un sinus pétiolaire en  V étroit, des dents anguleuses, étroites, un limbe glabre.

## Aptitudes culturales
La maturité est de quatrième époque : 40  jours après le chasselas.

## Potentiel technologique
Les grappes  sont grandes et les baies sont de taille moyenne. La grappe est cylindro-conique, allongée et aillée. Le cépage est vigoureux à production abondante et régulière. Le gropello gentile est sensible à la pourriture. Il est cultivé principalement sur les bords du lac de Garde.

## Synonymes
Le groppello gentile est connu sous le nom de groppello comune, groppello fino